# Karlberg (stacja kolejowa)
Karlberg (szwedzki: Karlbergs station) – nieczynna stacja kolejowa w Sztokholmie, w regionie Sztokholm, w Szwecji. Znajduje się w dzielnicy Vastastan w centrum Sztokholmu. Obsługiwała dziennie około 9 400 pasażerów (2006), co czyniło go piątym co do wielkości dworcem kolejowym w całej sieci podmiejskiej Sztokholmu.
Stacja znajduje się w gminie Sztokholmu, dwa kilometry na północ od Dworca Centralnego w Sztokholmie, a jej nazwa pochodzi od pałacu Karlberg, który jest po drugiej stronie Klarastrandsleden w gminie Solna. Stacja została otwarta 3 listopada 1882, gdy otwarto przejazd przez Rörstrandsgatan. Stacja została wybudowana w połączeniu z Värtabanan i Ostkustbanan, która w tym miejscu ma swój początek. Na Värtabanan prowadzone były usługi pasażerskie przez Karlberg i Tomteboda do Värtahamnen. W Tomteboda został zbudowany budynek stacji w tym samym roku jak stacja Karlberg, ale stację Tomteboda zlikwidowano w 1910. Ruch pasażerski na Värtabanan został wstrzymany całkowicie w 1913 roku, ale stacja Karlberg pozostała w użytku. 
Obecny budynek dworca na Norrbackagatan wybudowano w 1932 roku. Stacja przestała obsługiwać ruch podmiejski 10 lipca 2017 roku, kiedy została ukończona Citybanan i pociągi podmiejskie zostały skierowane do tunelu przez Odenplan.

## Galeria

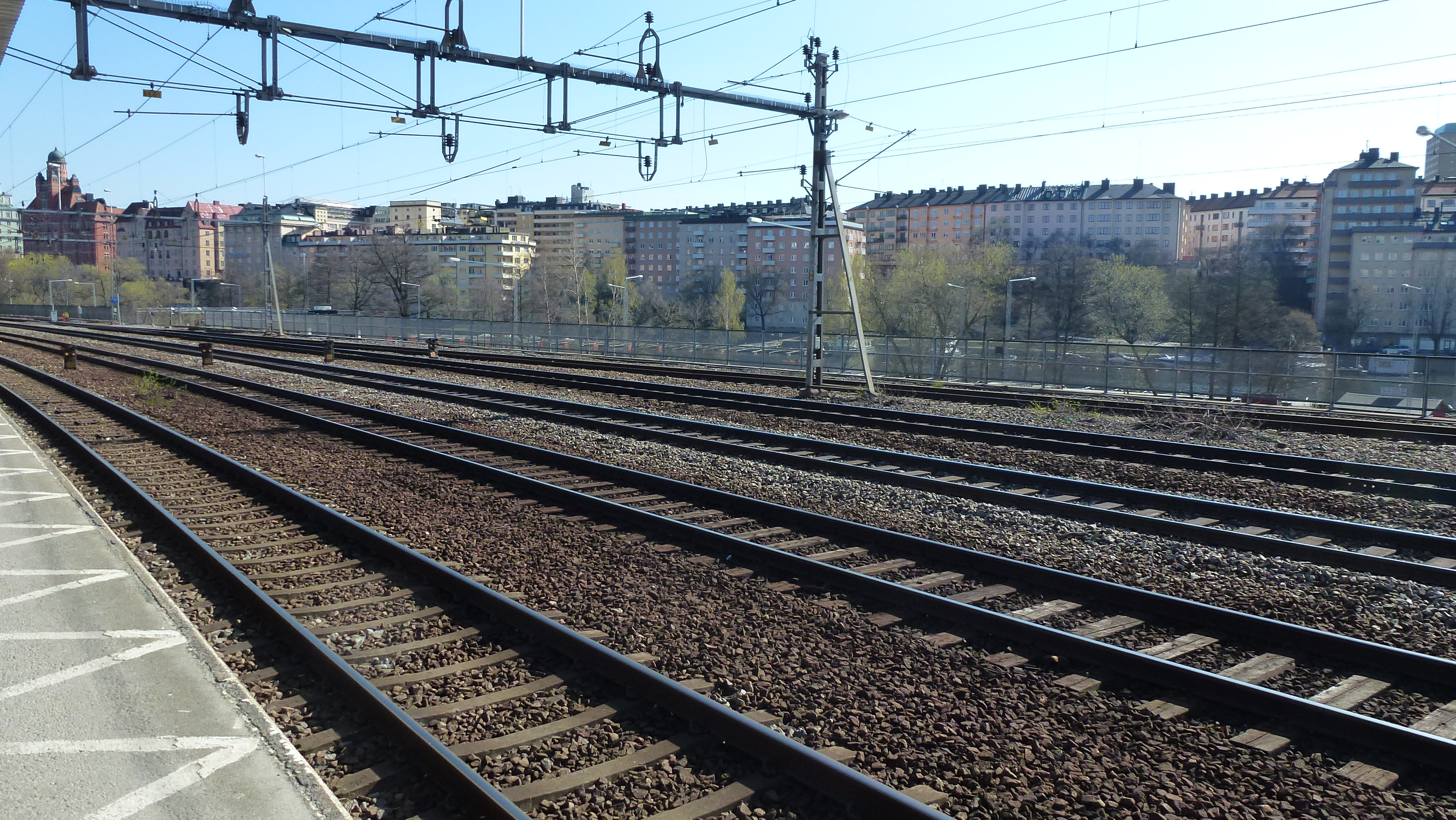
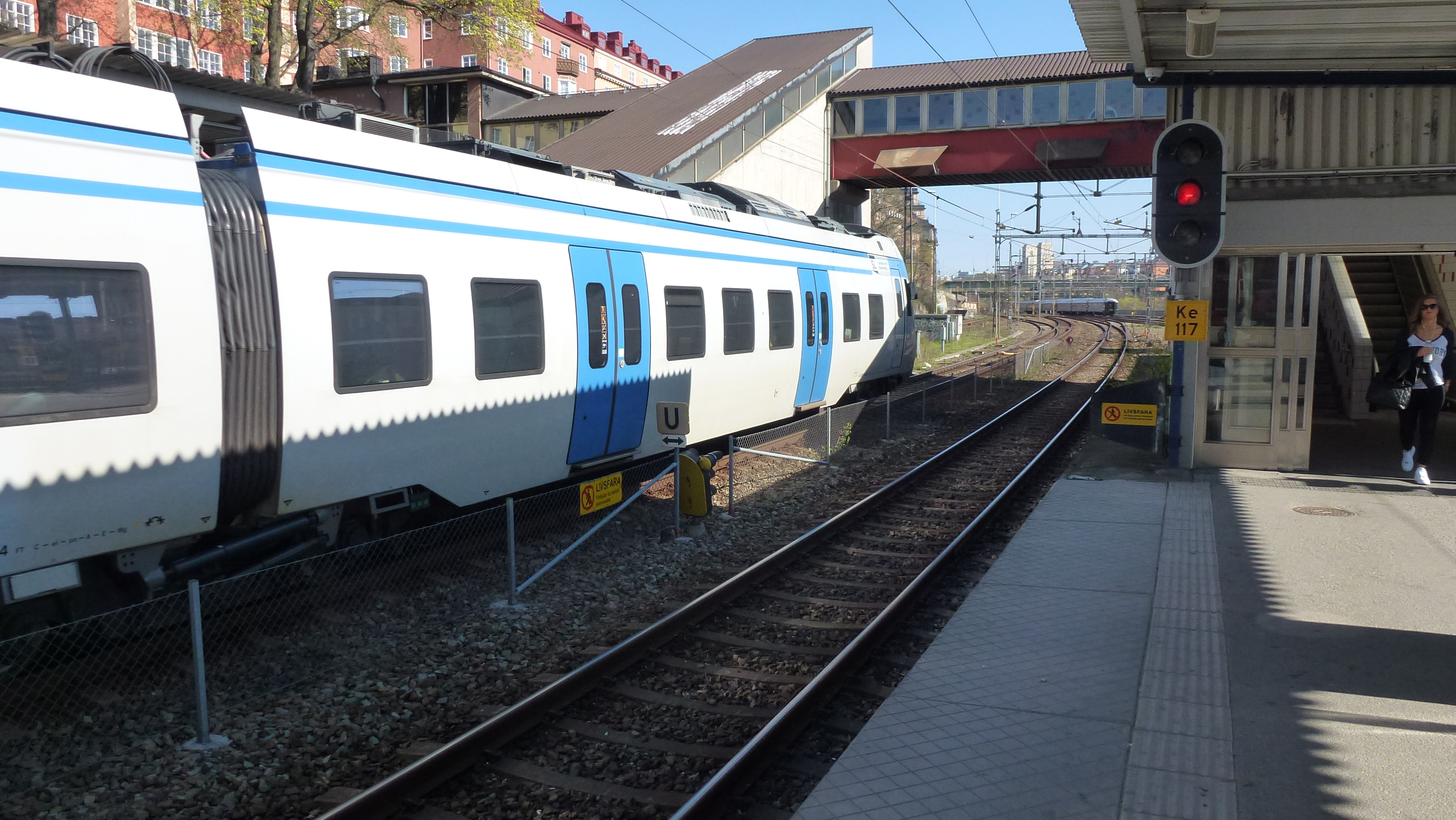
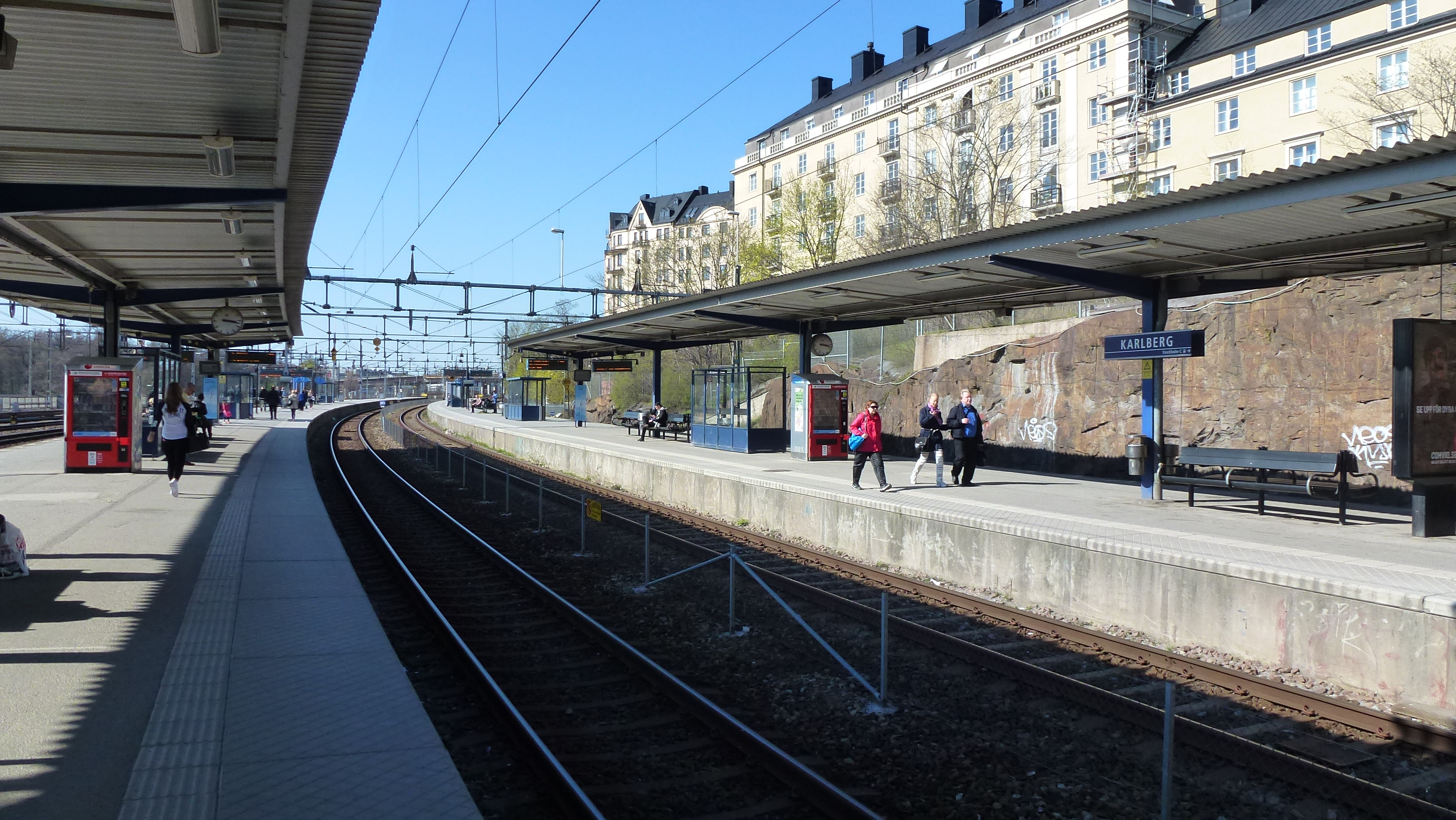
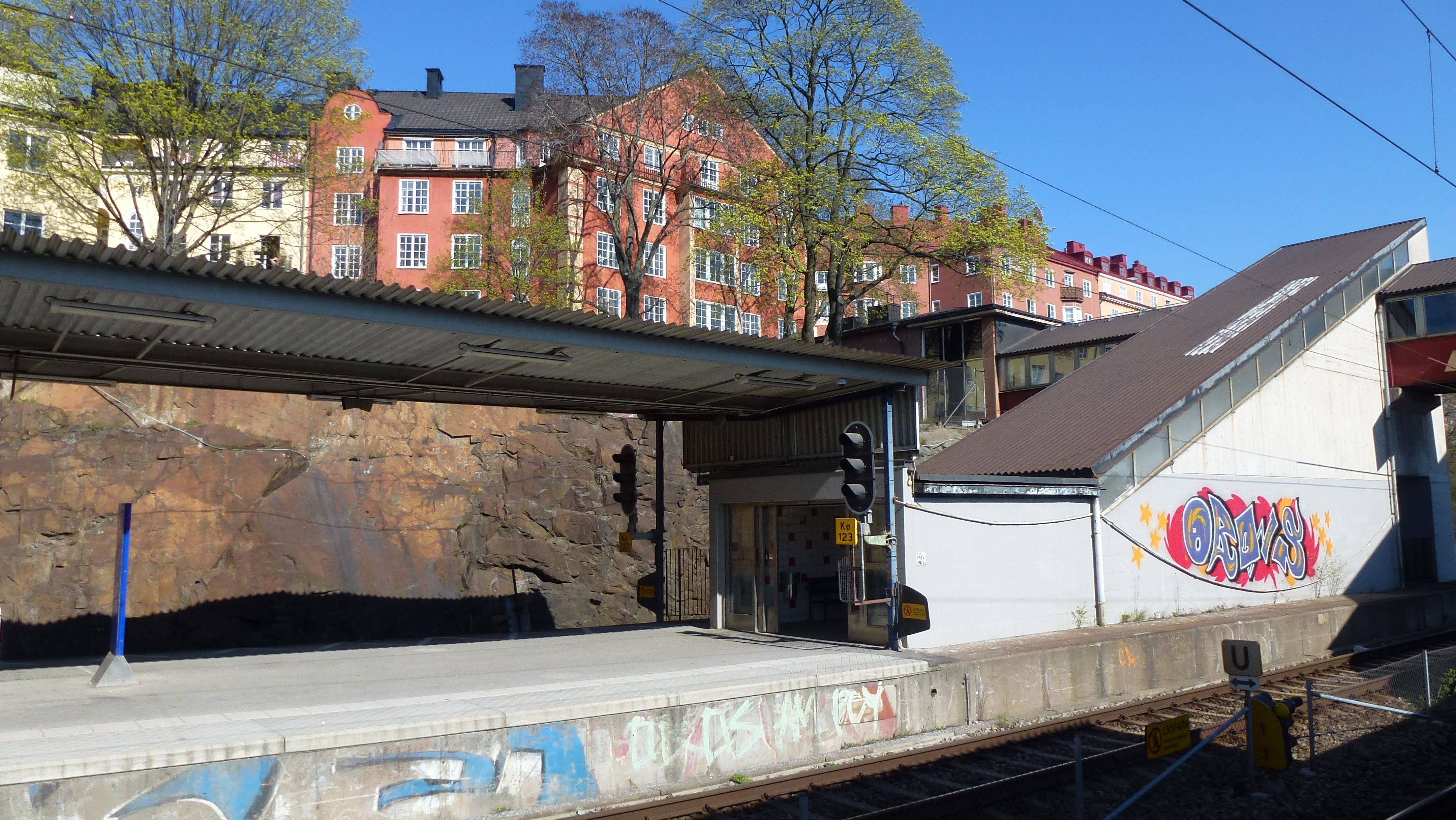
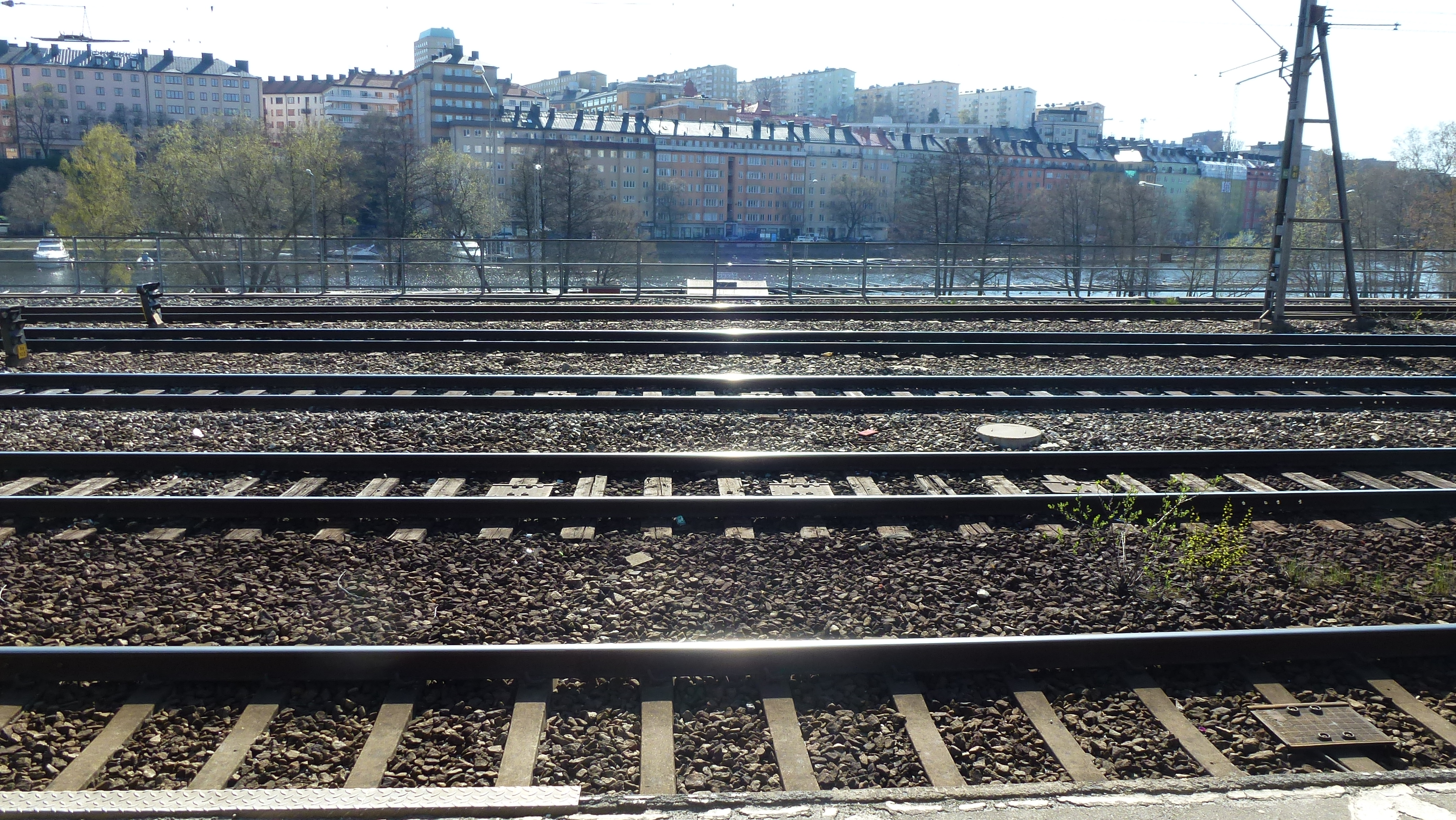
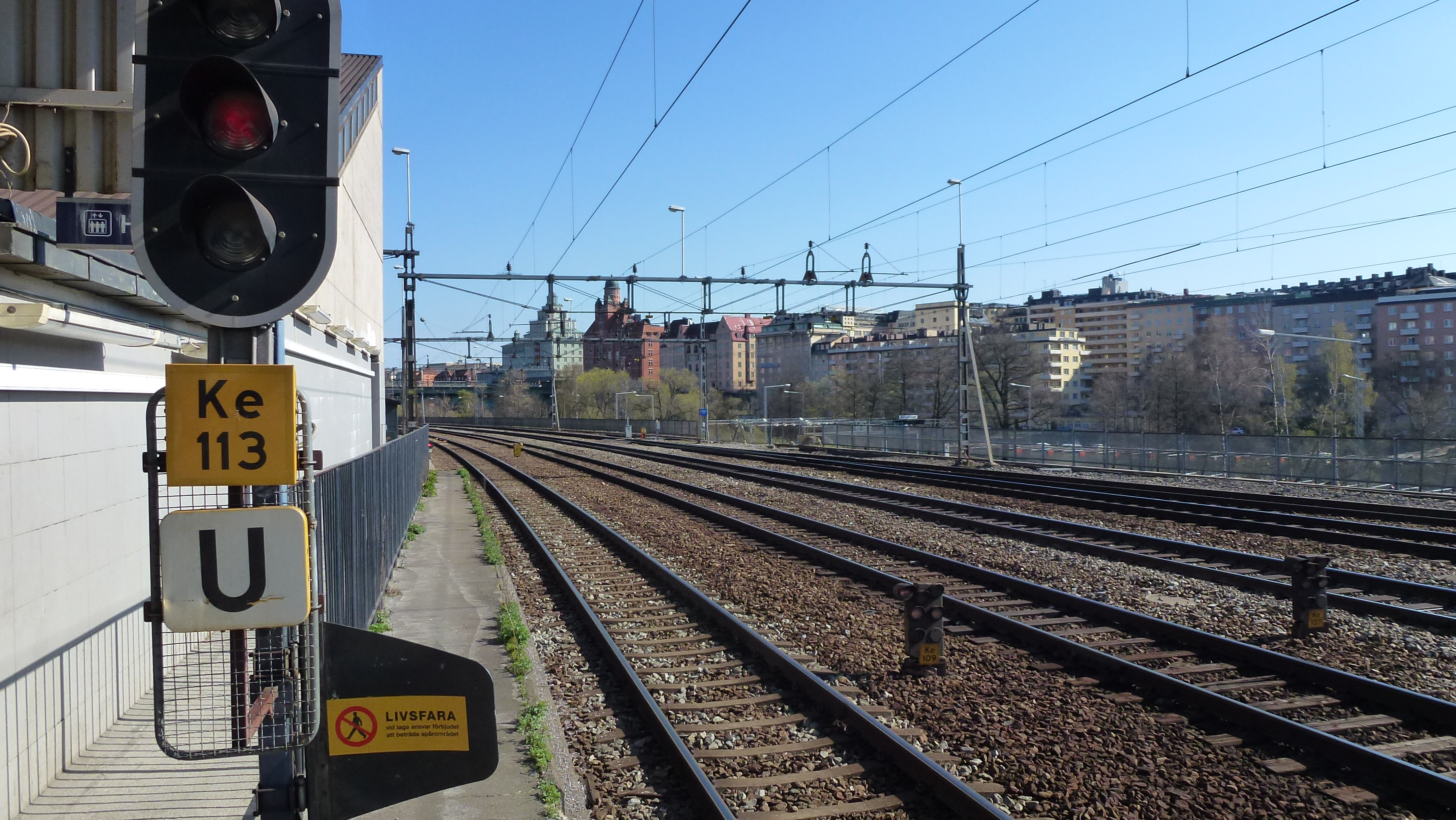
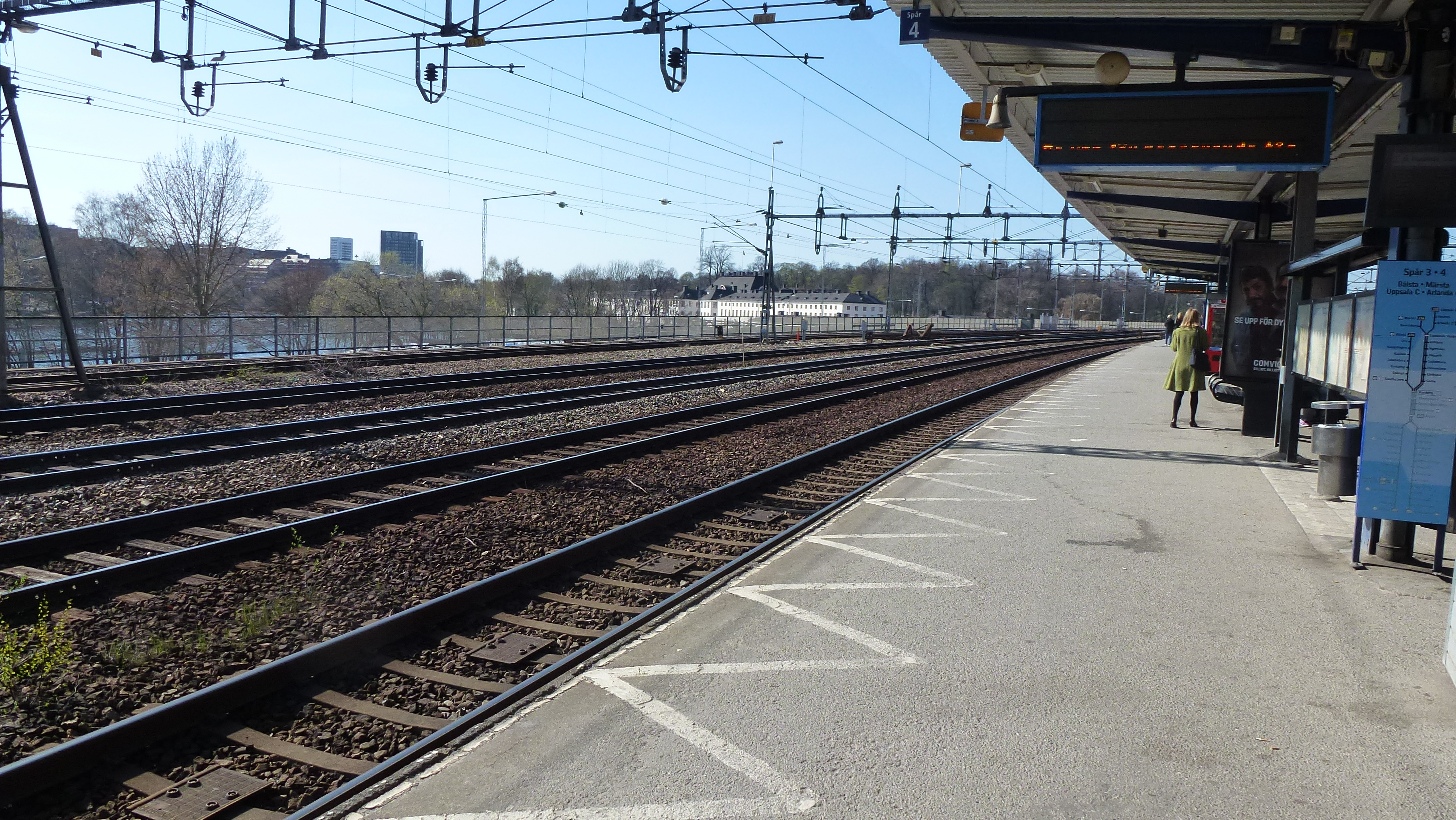
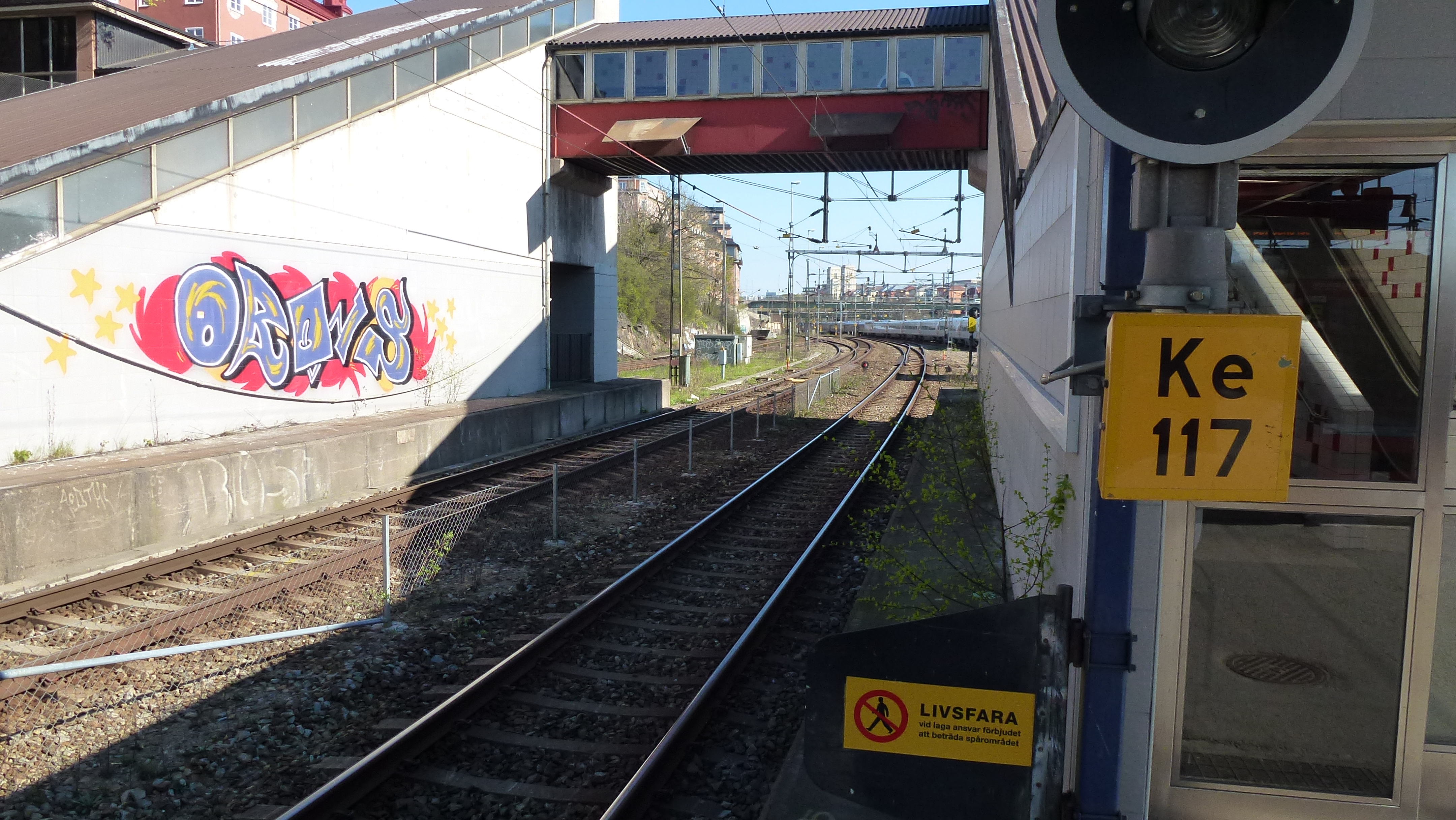
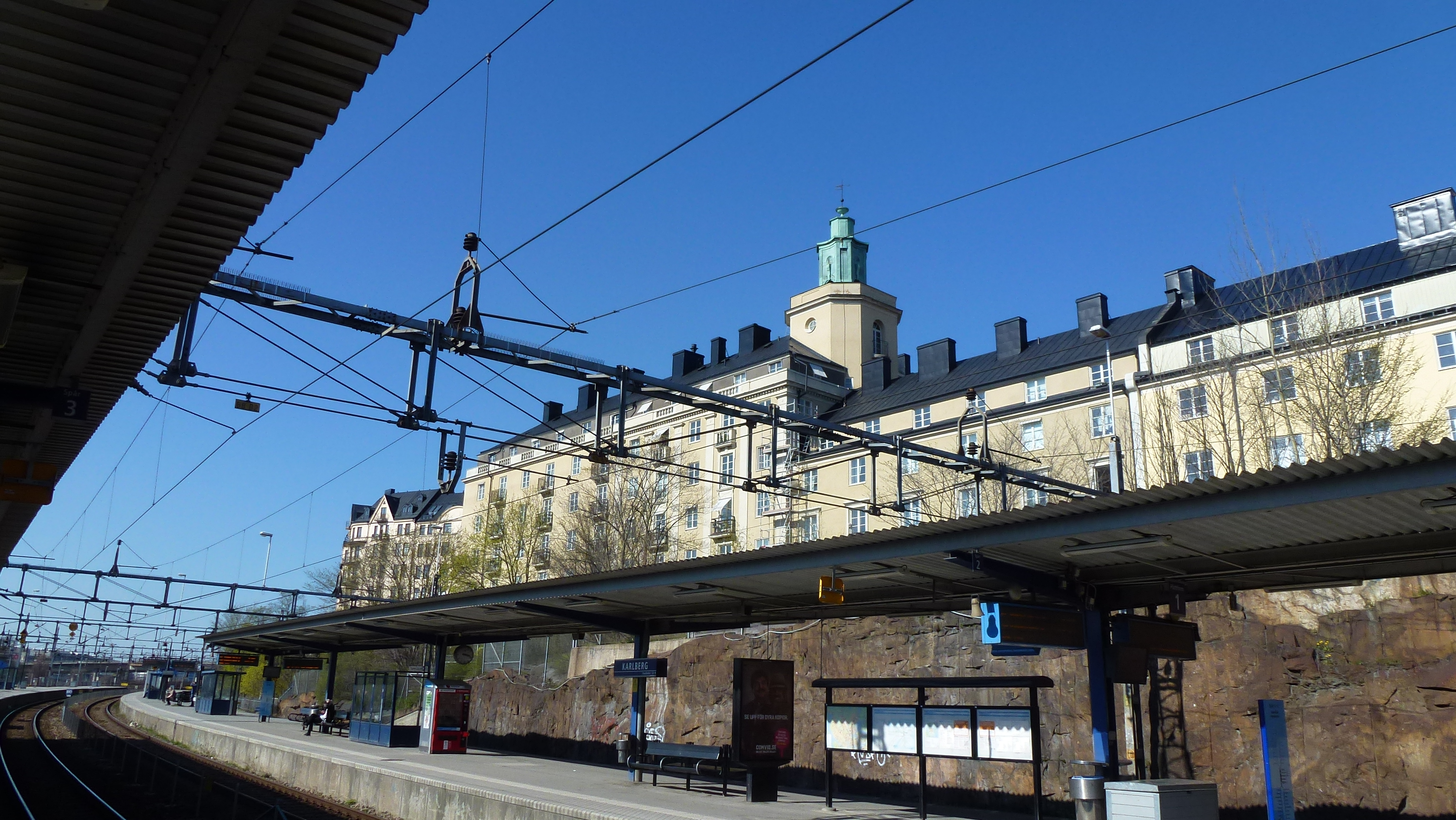
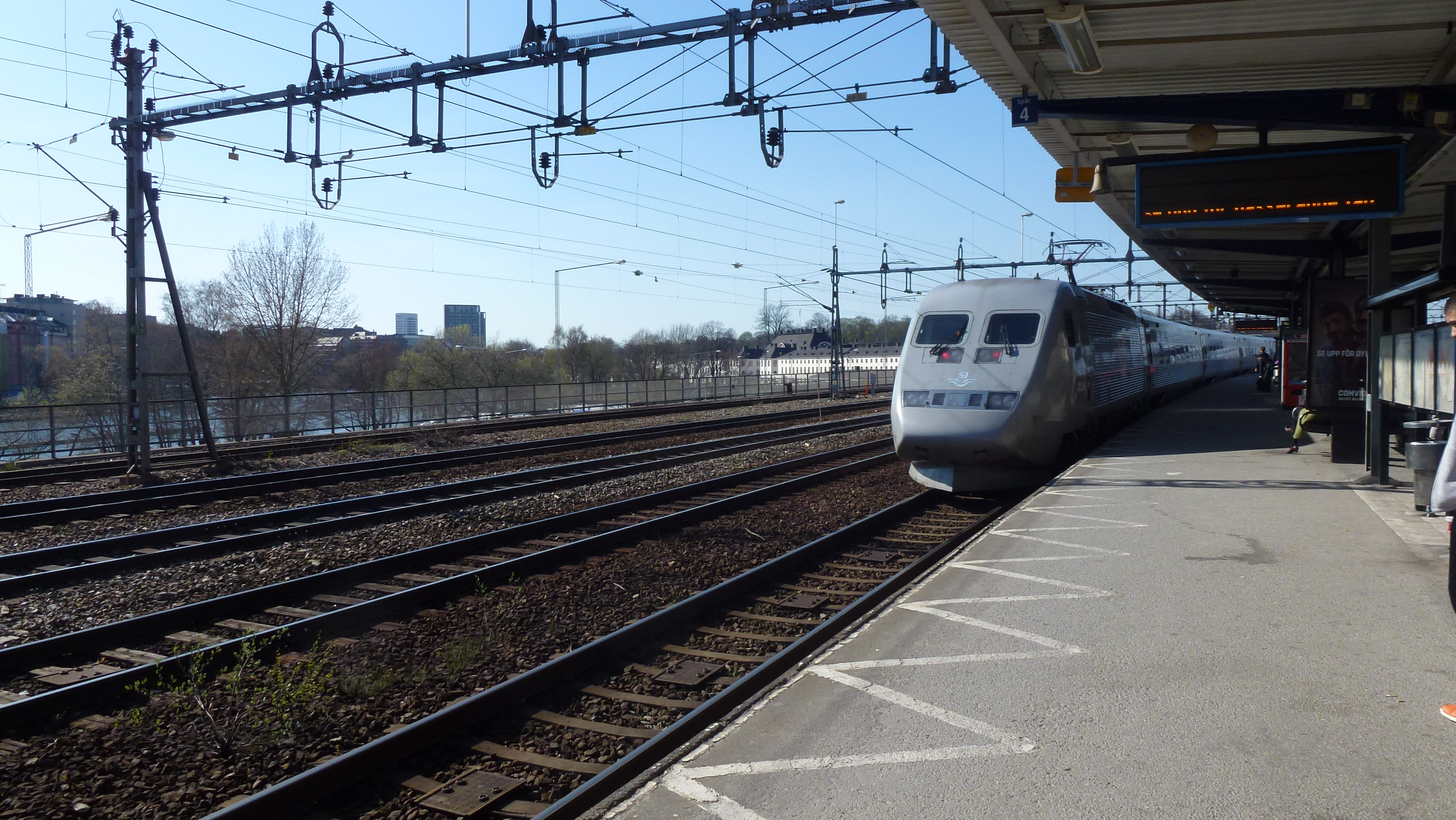
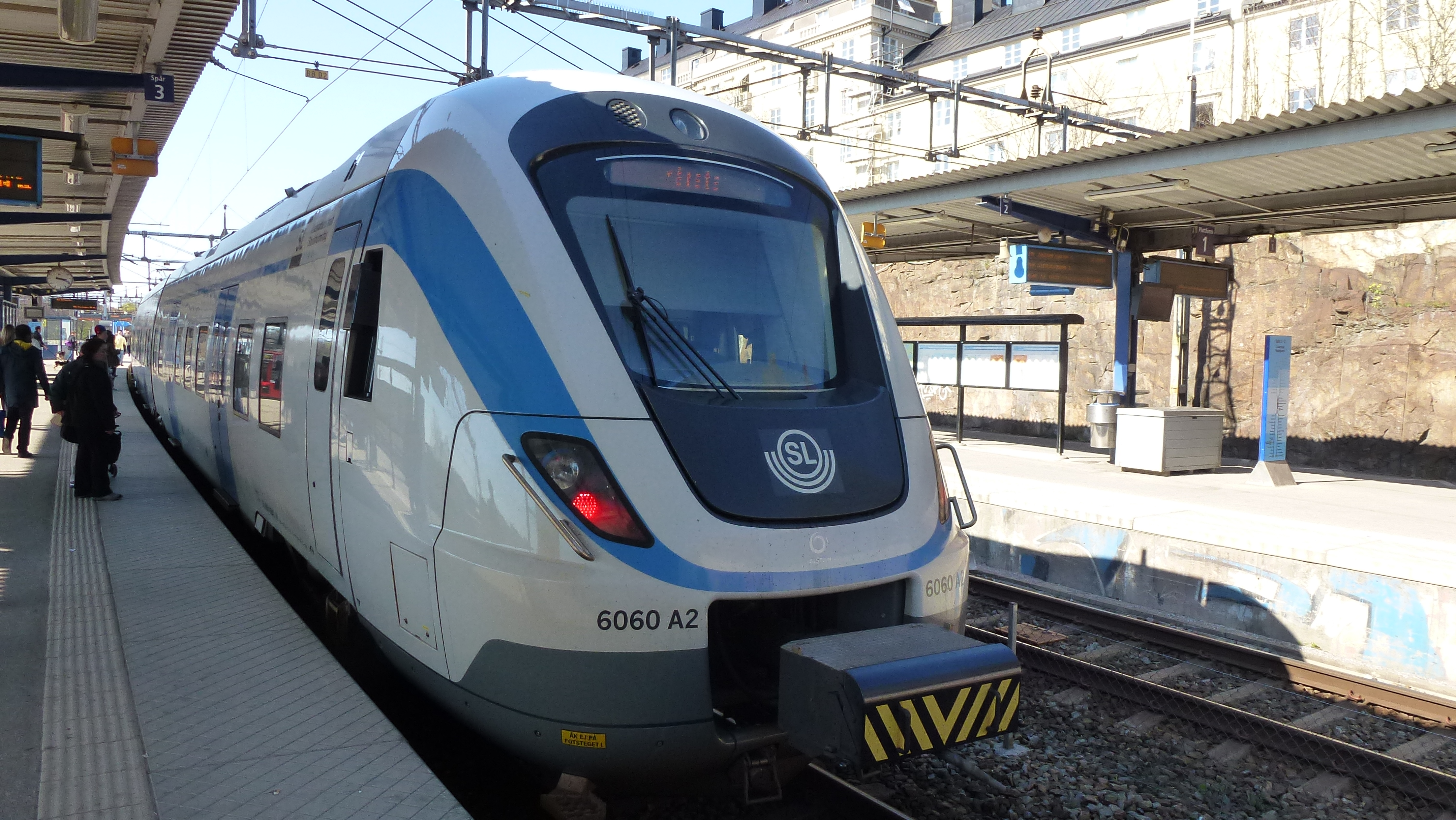

## Linie kolejowe
- Ostkustbanan
- Mälarbanan